# Grosmont, Wales
Grosmont är en community i Storbritannien.   Den ligger i kommunen Monmouthshire och riksdelen Wales, i den södra delen av landet, 190 km väster om huvudstaden London.
Den 4 maj 2022 överfördes området kring byn Llanvetherine till den nybildade communityn Skenfrith.